# 바라히르
바라히르는 《실마릴리온》의 등장인물이다. 인간 영웅 베렌의 부친이자, 도르소니온의 저항군으로 모르고스에 맞선 용사다.
다고르 브라골라크 이후 요정의 세력은 쇠퇴했고, 요정 군주도 여럿 죽음을 맞이하였다. 전쟁에서 가장 큰 피해를 입었던 곳은 도르소니온이었고 그곳은 모르고스에 의해 점령된 상태였다. 하지만, 잔존한 인간들이 끝까지 저항하기로 하여 오크와 같은 가증스런 존재들을 공격하며, 모르고스에게 속한 적들을 괴롭혔다. 이 저항군 무리의 수장은 바라히르였고 그의 부하들은 모두 용감한 사람들이었기에 오랜 기간 분전하는 것이 가능했다. 하지만, 사우론이 모르고스로부터 도르소니온의 인간들을 소탕하라는 명령을 받고 고를림이라 불리는 자를 잡아 교묘한 꾀로 주거지를 실토하게 만들어 결국 그와 따르는 무리는 모조리 죽임을 당했다. 다만, 그의 아들 베렌만은 멀리 떨어진 곳의 망을 보던 중이었으므로 살아남아 남쪽을 향하게 된다.